# Эллинджер, Джон
Джон Л. Эллинджер (англ. John L. Ellinger; род. 4 октября 1951, Балтимор, Мэриленд) — американский футбольный тренер.

## Карьера
Эллинджер получил степени бакалавра (1973) и магистра (1974) в области здравоохранения и физического воспитания в Университете штата во Фростберге.
Тренерскую карьеру начал в качестве ассистента главного тренера футбольной команды Монтгомери-колледжа в 1979 году. В течение девяти лет — с 1981 по 1990 год — работал главным тренером футбольной команды Мэрилендского университета в округе Балтимор.
В ноябре 1989 года Эллинджер был назначен главным тренером клуба «Вашингтон Дипломатс». 17 мая 1990 года он был освобождён с поста.
Эллинджер семь лет возглавлял сборную США до 17 лет. Под его руководством американцы заняли четвёртое место на юношеском чемпионате мира 1999.
В августе 1996 года он присоединился к клубу MLS «Коламбус Крю» как временный ассистент главного тренера Тома Фицджералда.
6 октября 2004 года Эллинджер был назван первым главным тренером будущего клуба MLS из Солт-Лейк-Сити, начинающего выступления в сезоне 2005. Под его руководством «Реал Солт-Лейк» выиграл 15, проиграл 37 и свёл вничью 16 матчей. 3 мая 2007 года капитан «Реал Солт-Лейк» Джейсон Крайс завершил игровую карьеру и был назначен главным тренером, Эллинджер остался в клубе на должности технического директора — директора по футбольным операциям. В августе 2007 года он покинул клуб.
31 октября 2007 года Эллинджер занял должность технического директора Молодёжной футбольной ассоциации США.
19 июня 2008 года он вошёл в тренерский штаб клуба «Даллас» в качестве ассистента нового главного тренера Шелласа Хайндмана. 15 ноября 2012 года Эллинджер объявил о завершении тренерской карьеры.